# 라인에네르기슈타디온
라인에네르기슈타디온(RheinEnergieStadion)은 독일 쾰른에 있는 축구 경기장으로, 1. FC 쾰른의 홈 구장으로 사용되고 있으며 2006년 FIFA 월드컵 경기가 열린 곳이다. 이전 명칭은 뮝게르스도르퍼 슈타디온(Müngersdorfer Stadion)이다.

## 같이 보기
- 1. FC 쾰른
- 2006년 FIFA 월드컵
- 2020 UEFA 유로파리그 결승전